# Зоринский сельсовет
Зоринский сельсовет — сельское поселение в Обоянском районе Курской области Российской Федерации.
Административный центр — село Зорино.

## История
Статус и границы сельского поселения установлены Законом Курской области от 21 октября 2004 года № 48-ЗКО «О муниципальных образованиях Курской области»

## Население
| 2002  | 2010  | 2012  | 2013  | 2014  | 2015  | 2016  |
| ----- | ----- | ----- | ----- | ----- | ----- | ----- |
| 3250  | ↘2844 | ↘2738 | ↘2673 | ↗2710 | ↗2762 | ↘2752 |
| 2017  | 2018  | 2019  | 2020  | 2021  |       |       |
| ↗2773 | ↗2785 | ↘2780 | ↘2724 | ↘2707 |       |       |

## Состав сельского поселения
| № | Населённый пункт | Тип населённого пункта       | Население |
| - | ---------------- | ---------------------------- | --------- |
| 1 | Зорино           | село, административный центр | ↘1222     |
| 2 | Пересыпь         | хутор                        | ↘120      |
| 3 | Пригородный      | посёлок                      | ↘1018     |
| 4 | Семеновка        | село                         | ↘30       |
| 5 | Шипы             | село                         | ↘454      |